# Томилин, Виктор Константинович
Ви́ктор Константи́нович Томи́лин (2 мая (15 мая) 1908, Бердичев — 1 декабря 1941, станция Невская Дубровка, Ленинградская область) — советский композитор, автор музыки к кинофильмам. Погиб в бою.

## Биография
Родился 2 (15) мая 1908 года в Бердичеве в семье учителя. Детство и юность провёл на Украине. Окончил среднюю школу в Киеве. Первые уроки фортепиано брал с 1921 года у Бересневой. По окончании школы поступил на музыкально-теоретический факультет Киевского музыкально-драматического института имени Н. В. Лысенко, по окончании которого продолжил обучение в Ленинградском Центральном музыкальном техникуме в классе П. Б. Рязанова. C 1928 по 1932 год обучался в Ленинградской консерватории по классу композиции у В. В. Щербачёва.
Педагогическую деятельность начал в 1926 году, с 1935 года занял должность преподавателя в музыкальном училище при Ленинградской консерватории. Руководил самодеятельными музыкальными коллективами, участвовал в фольклорных экспедициях в Крым, Чувашию, Кабардино-Балкарию.
Как композитор работал в жанре песни, создав несколько произведений, посвящённых революционным деятелям, в том числе «Песню о Тельмане» на слова Е. Рывиной, «Гибель Чапаева», «Песню о Щорсе», романсы. Вклад в симфоническую музыку представлен несколькими сюитами, струнным квартетом. В. Томилиным созданы опера-хроника «1905 год» (совместно с В. В. Желобинским, Ю. В. Кочуровым, И. И. Туския), детский балет «Волк, лиса и рогатая коза», музыка к кинофильмам «Федька» (1936), «Детство маршала» (1937), «Наездник из Кабарды» (1939). Осталась неоконченной опера «Семён Котко» по повести В. Катаева «Я, сын трудового народа…».
Являлся членом Ленинградского Союза Советских Композиторов со дня его основания, руководил оборонной секцией ЛССК. Занимал должность председателя Ленинградского Городского Комитета Композиторов, входил в Правления Музыкального фонда.
После начала Великой Отечественной войны записался в ополчение. Ленинградское руководство предлагало ему эвакуацию, но композитор отказался. В начале августа он был направлен в школу лейтенантов и после присвоения звания 6 ноября оказался на фронте.
30 января 1941 года сочетался браком с Татьяной Николаевной Томилиной, с которой познакомился во время учёбы в Ленинградской консерватории. У пары родилось трое детей.
Воевал в составе 265-й стрелковой дивизии, был командиром роты. Погиб в бою у станции Невская Дубровка. Похоронен в братской могиле на «Невском пятачке».